# Merkur Spiel-Arena

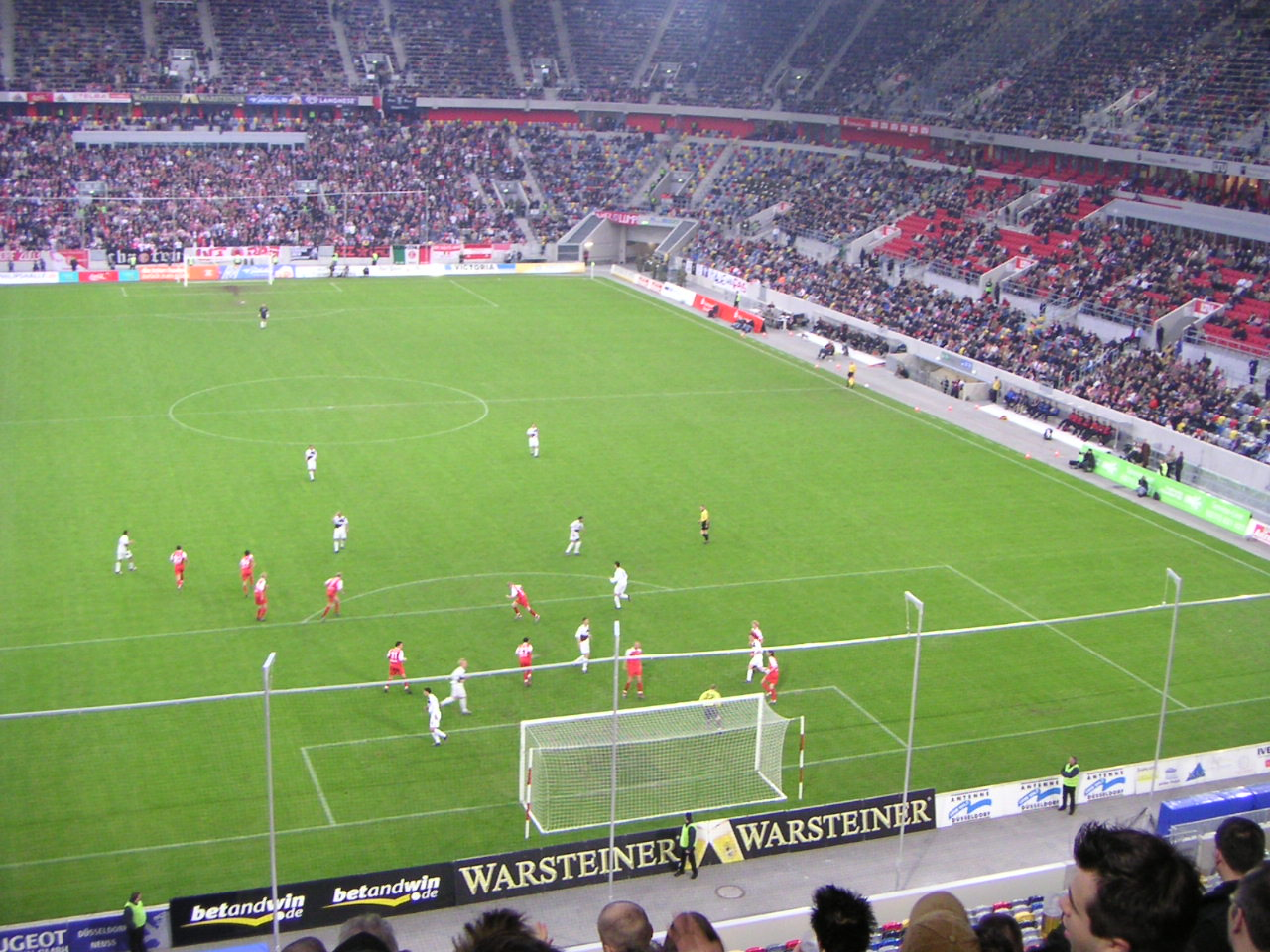
Fotbollsmatch i arenan.

Merkur Spiel-Arena (tidigare LTU arena och Esprit Arena) är en multifunktionsarena i Düsseldorf i Tyskland som byggdes mellan 2002 och 2004 och invigdes i januari 2005. Den ersatte den tidigare Rheinstadion som revs 2002. Arenan tar 51 500 åskådare. 
Arenan är hemmaplan för fotbollslaget Fortuna Düsseldorf och det amerikanska fotbollslaget Rhein Fire.

## Historik
Det första namnet på arenan var LTU arena, från det Düsseldorf-baserade flygbolaget LTU. Den 1 juli 2009 byttes namnet till Esprit Arena, efter modeföretaget Esprit, då de övertog sponsringen av arenan. 2018 byttes namn till det nuvarande Merkur Spiel-Arena.
Staden Düsseldorf anmälde arenan som tänkbar spelplats vid VM i fotboll 2006; i slutfasen valdes dock arenan bort.
Arenan stod som värd för Race of Champions under 2010 och 2011, samt Eurovision Song Contest 2011.